# Carphephorus odoratissimus
Carphephorus odoratissimus là một loài thực vật có hoa trong họ Cúc. Loài này được (J.F.Gmel.) Herbert mô tả khoa học đầu tiên.